# Wereldbeker noordse combinatie 2011/2012
De wereldbeker noordse combinatie 2011/2012 (officieel: FIS Nordic Combined World Cup presented by Viessmann) ging van start op 25 november 2011 in het Finse Kuusamo en eindigde op 10 maart 2012 in de Noorse hoofdstad Oslo.
Ten opzichte van vorig seizoen experimenteert de FIS dit seizoen met een aantal andere formats. Zo zal er ten minste één zogenaamde penaltyrace georganiseerd, hierbij wordt er geen tijdsachterstand berekend voor het langlaufen maar een achterstand in meters. Afhankelijk van het ontstane verschil na het schansspringen moeten de atleten een bepaalde afstand extra afleggen. Daarnaast zal de slotwedstrijd, met de beste dertig van het wereldbekerklassement, bestaan uit twee sprongen en 15 kilometer langlaufen. Het gros van de wedstrijden bestaat echter nog altijd uit één sprong van de schans gevolgd door 10 kilometer langlaufen. Op het programma staan ook vier teamwedstrijden. Een daarvan is een klassieke teamwedstrijd, vier sprongen vanaf de schans gevolgd door vier keer 5 kilometer langlaufen. Daarnaast zal er drie keer een zogenaamde teamsprint op het programma staan, waarbij een team van twee atleten zes keer 2,5 kilometer moet langlaufen, nadat beiden eenmaal van de schans hebben gesprongen.
De FIS organiseert enkel een wereldbeker voor mannen. De Fransman Jason Lamy-Chappuis prolongeerde de eindzege in het algemene wereldbekerklassement.

## Uitslagen

### Kalender
| Datum      | Plaats        | Detail              | Eerste                                                          | Tweede                                                             | Derde                                                                    |
| ---------- | ------------- | ------------------- | --------------------------------------------------------------- | ------------------------------------------------------------------ | ------------------------------------------------------------------------ |
| 25/11/2011 | Kuusamo       | HS142 + 10 km       | Magnus Krog                                                     | Akito Watabe                                                       | Tino Edelmann                                                            |
| 26/11/2011 | Kuusamo       | HS142 + 10 km       | Tino Edelmann                                                   | Janne Ryynänen                                                     | Akito Watabe                                                             |
| 03/12/2011 | Lillehammer   | HS100 + 10 km       | Håvard Klemetsen                                                | Alessandro Pittin                                                  | Tino Edelmann                                                            |
| 04/12/2011 | Lillehammer   | HS100 + Penaltyrace | Eric Frenzel                                                    | Jason Lamy-Chappuis                                                | Björn Kircheisen                                                         |
| 10/12/2011 | Ramsau        | HS98 + 10 km        | Jan Schmid                                                      | Jason Lamy-Chappuis                                                | Tino Edelmann                                                            |
| 11/12/2011 | Ramsau        | HS98 + 10 km        | Jason Lamy-Chappuis                                             | Magnus Krog                                                        | Mario Stecher                                                            |
| 16/12/2011 | Seefeld       | HS109 + 2 × 7,5 km  | Frankrijk I Sébastien Lacroix Jason Lamy-Chappuis               | Italië I Lukas Runggaldier Alessandro Pittin                       | Noorwegen I Mikko Kokslien Magnus Krog                                   |
| 17/12/2011 | Seefeld       | HS109 + 10 km       | Jason Lamy-Chappuis                                             | Akito Watabe                                                       | Alessandro Pittin                                                        |
| 18/12/2011 | Seefeld       | HS109 + 10 km       | Jason Lamy-Chappuis                                             | Alessandro Pittin                                                  | Jørgen Gråbak                                                            |
| 07/01/2012 | Oberstdorf    | HS137 + 4 × 5 km    | Noorwegen I Magnus Moan Mikko Kokslien Jan Schmid Jørgen Gråbak | Duitsland Johannes Rydzek Fabian Rießle Eric Frenzel Tino Edelmann | Oostenrijk Wilhelm Denifl Christoph Bieler Mario Stecher Bernhard Gruber |
| 08/01/2012 | Oberstdorf    | HS137 + 10 km       | Mikko Kokslien                                                  | Magnus Moan                                                        | Björn Kircheisen                                                         |
| 13/01/2012 | Chaux-Neuve   | HS118 + 10 km       | Alessandro Pittin                                               | Jason Lamy-Chappuis                                                | Fabian Rießle                                                            |
| 14/01/2012 | Chaux-Neuve   | HS118 + 10 km       | Alessandro Pittin                                               | Jason Lamy-Chappuis                                                | Fabian Rießle                                                            |
| 15/01/2012 | Chaux-Neuve   | HS118 + 10 km       | Alessandro Pittin                                               | Jørgen Gråbak                                                      | Mikko Kokslien                                                           |
| 28/01/2012 | Zakopane      | HS134 + 10 km       | Afgelast                                                        | Afgelast                                                           | Afgelast                                                                 |
| 29/01/2012 | Zakopane      | HS134 + Penaltyrace | Afgelast                                                        | Afgelast                                                           | Afgelast                                                                 |
| 03/02/2012 | Val di Fiemme | HS134 + Penaltyrace | Jason Lamy-Chappuis                                             | Björn Kircheisen                                                   | Mikko Kokslien                                                           |
| 04/02/2012 | Val di Fiemme | HS134 + 2 × 7,5 km  | Noorwegen I Mikko Kokslien Magnus Moan                          | Frankrijk I Maxime Laheurte Jason Lamy-Chappuis                    | Frankrijk II François Braud Sébastien Lacroix                            |
| 05/02/2012 | Val di Fiemme | HS134 + 10 km       | Akito Watabe                                                    | Mikko Kokslien                                                     | Bill Demong                                                              |
| 11/02/2012 | Almaty        | HS140 + 10 km       | Mikko Kokslien                                                  | Björn Kircheisen                                                   | Akito Watabe                                                             |
| 12/02/2012 | Almaty        | HS140 + 10 km       | Mikko Kokslien                                                  | Akito Watabe                                                       | Bernhard Gruber                                                          |
| 18/02/2012 | Klingenthal   | HS140 + 10 km       | Akito Watabe                                                    | Jason Lamy-Chappuis                                                | Bernhard Gruber                                                          |
| 19/02/2012 | Klingenthal   | HS140 + 10 km       | Jason Lamy-Chappuis                                             | Bernhard Gruber                                                    | Tomáš Slavík                                                             |
| 25/02/2012 | Liberec       | HS100 + 10 km       | Bernhard Gruber                                                 | Eric Frenzel                                                       | Wilhelm Denifl                                                           |
| 26/02/2012 | Liberec       | HS100 + 10 km       | Akito Watabe                                                    | Jason Lamy-Chappuis                                                | Mario Stecher                                                            |
| 02/03/2012 | Lahti         | HS130 + 2 × 7,5 km  | Afgelast                                                        | Afgelast                                                           | Afgelast                                                                 |
| 03/03/2012 | Lahti         | HS130 + 10 km       | Jan Schmid                                                      | Tino Edelmann                                                      | Johannes Rydzek                                                          |
| 09/03/2012 | Oslo          | HS106 + 10 km       | Akito Watabe                                                    | Mikko Kokslien                                                     | Bernhard Gruber                                                          |
| 10/03/2012 | Oslo          | HS134 + 10 km       | Bryan Fletcher                                                  | Mikko Kokslien                                                     | Taihei Kato                                                              |

### Eindstanden
| Algemene wereldbeker        | Algemene wereldbeker | Algemene wereldbeker | Algemene wereldbeker |
| #                           | Atleet               | Land                 | Punten               |
| --------------------------- | -------------------- | -------------------- | -------------------- |
| 1                           | Jason Lamy-Chappuis  | FRA                  | 1.306                |
| 2                           | Akito Watabe         | JPN                  | 1.238                |
| 3                           | Mikko Kokslien       | NOR                  | 1.061                |
| 4                           | Bernhard Gruber      | AUT                  | 765                  |
| 5                           | Björn Kircheisen     | GER                  | 728                  |
| 6                           | Eric Frenzel         | GER                  | 727                  |
| 7                           | Alessandro Pittin    | ITA                  | 724                  |
| 8                           | Tino Edelmann        | GER                  | 685                  |
| 9                           | Jan Schmid           | NOR                  | 619                  |
| 10                          | Håvard Klemetsen     | NOR                  | 559                  |
| Eindstand na 23 wedstrijden |                      |                      |                      |

| Landenklassement            | Landenklassement | Landenklassement |
| #                           | Land             | Punten           |
| --------------------------- | ---------------- | ---------------- |
| 1                           | Noorwegen        | 4.903            |
| 2                           | Duitsland        | 4.109            |
| 3                           | Frankrijk        | 3.303            |
| 4                           | Oostenrijk       | 3.027            |
| 5                           | Japan            | 2.029            |
| 6                           | Verenigde Staten | 1.668            |
| 7                           | Italië           | 1.623            |
| 8                           | Tsjechië         | 461              |
| 9                           | Finland          | 381              |
| 10                          | Slovenië         | 268              |
| Eindstand na 26 wedstrijden |                  |                  |

## Organisatie
De organisatie (Austria Ski Nordic Veranstaltungsgesellschaft m.b.H.) van de wereldbeker Noordse Combinatie van 10.12.2011 t/m 11.12.2011 in Ramsau am Dachstein ontving een subsidie van € 49.950 van de deelstaat Stiermarken.